# Laniellus
Laniellus (oude naam: Crocias) is een geslacht van vogels uit de familie Leiothrichidae. Het geslacht telt twee soorten. Net als de soorten uit het geslacht Heterophasia worden zij in het Nederlands sibia's genoemd. Ze lijken qua formaat (20 tot 22 cm) en gedrag zowel op lijsters als op gaaien, maar zijn daar niet mee verwant. De Javaanse sibia komt alleen voor op op West-Java en de langbiansibia alleen in de Centrale Hooglanden in Vietnam. De Javaanse soort is iets kleiner en heeft minder stippels op de borst en buik dan de Vietnamese soort.

## Soorten
- Laniellus albonotatus  – Javaanse sibia
- Laniellus langbianis  – Langbiansibia